# Lądek (Bisztynek)
Lądek (deutsch Landau) ist ein Ort in der polnischen Woiwodschaft Ermland-Masuren. Er gehört zur Gmina Bisztynek (Stadt- und Landgemeinde Bischofstein) im Powiat Bartoszycki (Kreis Bartenstein).

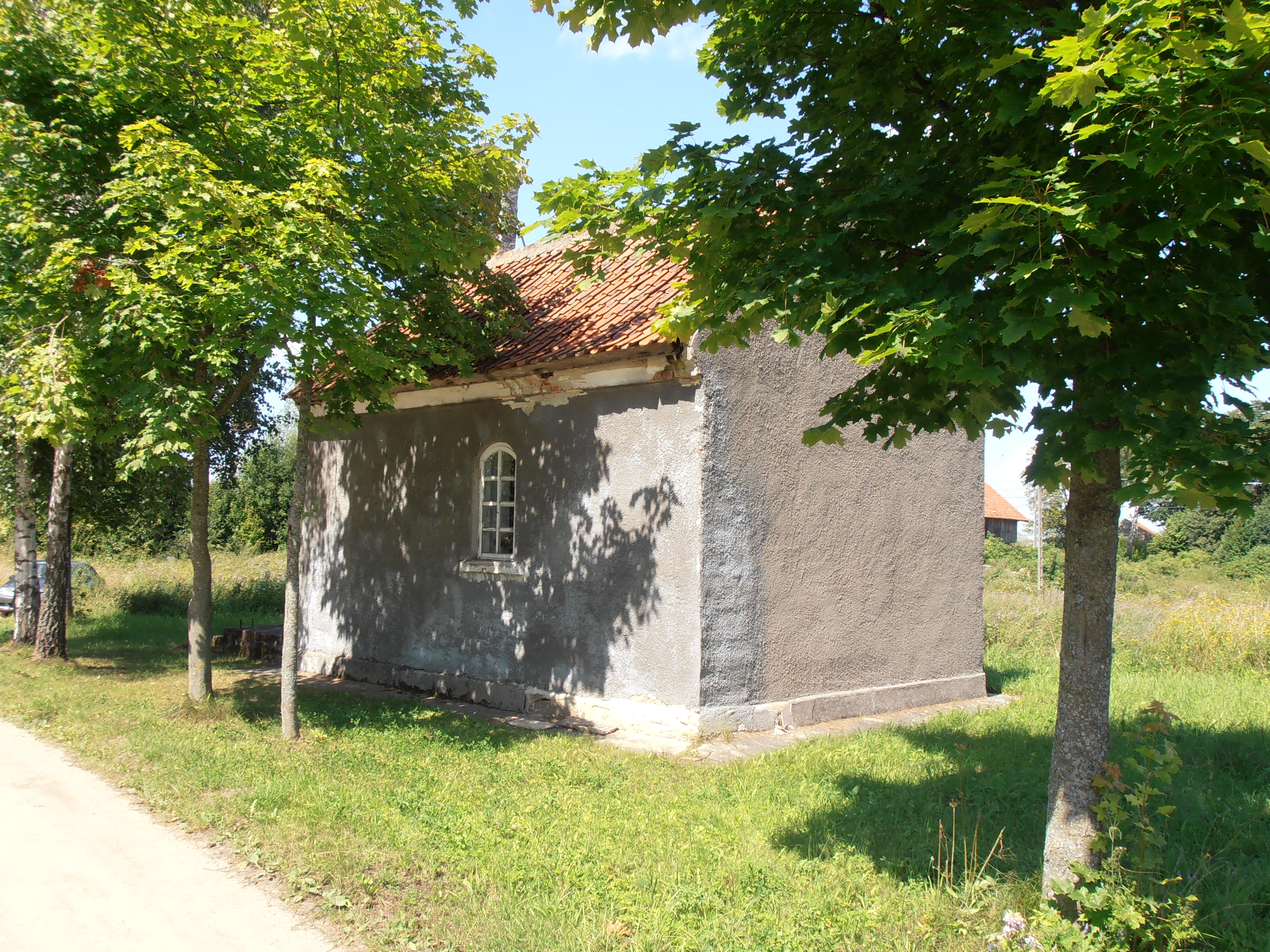
Feldkapelle bei Lądek

## Geographische Lage
Lądek liegt in der nördlichen Mitte der Woiwodschaft Ermland-Masuren, 20 Kilometer westlich der früheren Kreisstadt Rößel (polnisch Reszel) bzw. 21 Kilometer südlich der heutigen Kreismetropole Bartoszyce (deutsch Bartenstein).

## Geschichte
Gründungsjahr des weit gestreuten und seinerzeit Landenau genannten Dorfes ist das Jahr 1378. Im Jahre 1785 wurde es als „adliges Dorf mit 27 Feuerstellen“ erwähnt, 1820 als „adliges Bauerndorf mit 32 Feuerstellen und 141 Seelen“.
Als 1874 der neue Amtsbezirk Prossitten (polnisch Prosity) im ostpreußischen Kreis Rößel gebildet wurde, wurde Landau eingegliedert. 1885 belief sich die Zahl der Einwohner des Dorfes auf 314, 1910 waren es 284, 1933 noch 257 und 1939 nur noch 239.
Im Zusammenhang der Abtretung des gesamten südlichen Ostpreußen an Polen im Jahre 1945 erhielt Landau die polnische Namensform „Lądek“. Heute ist das Dorf eine Ortschaft im Verbund der Stadt- und Landgemeinde Bisztynek (Bischofstein) im Powiat Bartoszycki (Kreis Bartenstein), von 1975 bis 1998 der Woiwodschaft Olsztyn, seither der Woiwodschaft Ermland-Masuren zugehörig. Lądek zählte im Jahre 2021 insgesamt 56 Einwohner.

## Kirche
Bis 1945 war Landau in die evangelische Kirche Bischofstein in der Kirchenprovinz Ostpreußen der Kirche der Altpreußischen Union, außerdem in die römisch-katholische Kirche Prossitten (polnisch Prosity) im damaligen Bistum Ermland eingepfarrt.
Lądek gehört auch heute noch zur römisch-katholischen Pfarrei in Prosity, die nun dem Erzbistum Ermland zugeordnet ist. Die evangelischen Einwohner des Dorfes orientieren sich zur Kirche in Bartoszyce (Bartenstein), einer Filialkirche der Johanneskirche in Kętrzyn (Rastenburg) in der Diözese Masuren der Evangelisch-Augsburgischen Kirche in Polen.

## Verkehr
Lądek liegt an einer Nebenstraße, die bei Troszkowo (Klackendorf) von der polnischen Landesstraße 57 (der einstigen deutschen Reichsstraße 128) abzweigt und nach Prosity (Prossitten) führt. Eine Nebenstraße vom Nachbarort Księżno (Fürstenau) endet in Lądek. Eine Anbindung an den Bahnverkehr besteht nicht.